# Рок Милс (Алабама)
Рок Милс (енгл. Rock Mills) насељено је место без административног статуса у америчкој савезној држави Алабама.

## Демографија
По попису из 2010. године број становника је 600, што је 76 (-11,2%) становника мање него 2000. године.
| Група             | 2000.       | 2010.       |
| Белци             | 650 (96,2%) | 574 (95,7%) |
| Афроамериканци    | 15 (2,2%)   | 9 (1,5%)    |
| Азијати           | 0 (0,0%)    | 0 (0,0%)    |
| Хиспаноамериканци | 11 (1,6%)   | 11 (1,8%)   |
| Укупно            | 676         | 600         |